# Okres Żnin
Okres Żnin (polsky Powiat żniński) je okres v polském Kujavsko-pomořském vojvodství. Rozlohu má 984,55 km² a v roce 2020 zde žilo 69 886 obyvatel. Sídlem správy okresu je město Żnin.

## Gminy
Městsko-vesnické:
- Barcin
- Gąsawa
- Janowiec Wielkopolski
- Łabiszyn
- Żnin

Vesnická:
- Rogowo

## Města
- Barcin
- Gąsawa
- Janowiec Wielkopolski
- Łabiszyn
- Żnin

## Sousední okresy
| Růžice kompasu | Nakło              | Bydhošť, Nakło | Bydhošť    | Růžice kompasu |
| Růžice kompasu | Wągrowiec          | Sever          | Inowrocław | Růžice kompasu |
| Růžice kompasu | Wągrowiec          | Okres Żnin     | Inowrocław | Růžice kompasu |
| Růžice kompasu | Wągrowiec          | Jih            | Inowrocław | Růžice kompasu |
| Růžice kompasu | Hnězdno, Wągrowiec | Hnězdno        | Mogilno    | Růžice kompasu |